# Graphogaster inflata
Graphogaster inflata är en tvåvingeart som först beskrevs av Bischof 1900.  Graphogaster inflata ingår i släktet Graphogaster och familjen parasitflugor. Inga underarter finns listade i Catalogue of Life.